# Біс (міфологія)
Біс або Дідько в слов'янській міфології — злий, ворожий людям дух. Згідно з язичницькими віруваннями, біси завдавали людям дрібну шкоду, могли викликати негоду і насилати мороки, що збивають людей зі шляху. Слов'яни-язичники вірили, що земля протягом усієї зими залишається під владою бісів, і таким чином у слов'янській дуалістичній міфології біси були уособленням темряви і холоду.
У християнстві слово «Біс» стало синонімом слова «Демон». У християнських літописців цим же словом іноді позначаються язичницькі божества.